# فيروس وردي
الفيروس الوردي (بالإنجليزية: Roseolovirus)‏ هو كائن من جنس الفيروسات من عائلة الفيروسات الهربسية ومن فصيلة الفيروسات الهربسية البيتاوية. تعتبر خلايا الإنسان العائل الطبيعي لهذا الفيروس. صنفت هذه الفيروسات في الوقت الحالي لثلاثة أنواع من هذا الجنس تتضمن الفيروس الهربسي البشري 6 والأمراض المتعلقة بهذا الجنس هي: HHV-6: المرض السادس (الطفح الظاهر الفجائي الطفيلي، الطفح الفجائي)،
HHV-7: وتكون أعراضه متناظرة مع المرض السادس.

## الشكل البنائي
تكون الفيروسات الوردية مغلفة بغشاء بلازمي، مع شكل متععد السطوح، كروي إلى متعدد الأشكال، ويكون التناظر T=16.
عرضه 150-200 نم.
شكل الجينوم خطي غير مقطع وطوله يساوي 200kb.
| الجنس      | الشكل البنائي       | التماثل | الغلاف البروتيني  | ترتيب الجينوم | تقطيع الجينوم |
| ---------- | ------------------- | ------- | ----------------- | ------------- | ------------- |
| فيروس وردي | دائري متعدد الأشكال | T=16    | مغلف بغشاء بلازمي | خطي           | غير مقطع      |

## دورة الحياة
يتضاعف الفيروس في النواة، ويعد فيروس مستذيب، ويتحقق الدخول إلى خلية العائل عن طريق ارتباط البروتينات السكرية الموجودة على سطح الفيروس مع المستقبلات على سطح الخلية العائل، ويعد ذلك الارتباط عملية وسيطة لعملية البلعمة التي تتبع عملية التضاعف التضاعف المتماثل ل dsDNA. ويوجد نسخ DNA مع بعض الاختلاف في آليات التقطيع هي طريقة النسخ. يخرج الفيروس الوسط العائل عن طريق الخروج من النواة أو التبرعم، طرق الانتقال عن طريق التنفس والاتصال المباشر.

## الأمراض
الفيروس الهربسي البشري6 هو عبارة عن مجموعة مكونة من فيروسين هربسيين يرتبطان ارتباطاً وثيقاً بالفيروسين المعروفين باسم HHV-6A و HHV-6B واللذان يصيبان جميع البشر، عادة قبل سن الثانية.